# Saint-Georges (Cantal)
 Saint-Georges  es una comuna y población de Francia, en la región de Auvernia, departamento de Cantal, en el distrito de Saint-Flour y cantón de Saint-Flour-Nord.
Su población en el censo de 1999 era de 939 habitantes.
Está integrada en la Communauté de communes du Pays de Saint-Flour .

## Demografía
| 762 | 774 | 893 | 1036 | 1039 | 939 |
| Para los censos de 1962 a 1999 la población legal corresponde a la población sin duplicidades (Fuente: INSEE [Consultar]) |     |     |      |      |     |